# V437 Scuti
V437 Scuti es una estrella supergigante roja se encuentra en la constelación del Escudo. Hasta el momento no se sabe su distancia del Sol ni su luminosidad, se sabe que tiene 874 Radios solares lo que la convierte en una de las estrellas más grandes conocidas de la constelación del Escudo detrás de UY Scuti ,las estrellas de los cúmulos RSGC1 y Stephenson 2 es unas de las estrellas OH/IR o sea estrellas de la Rama Asintótica Gigante o Supergigante qué tienen una longitud de onda de 1 a 30 micros. 